# Bundesstrasse 72
Bundesstrasse 72 är en förbundsväg i Niedersachsen, Tyskland. Vägen går ifrån motorvägsavfarten Cloppenburg vid motorvägen A1 vidare förbi Cloppenburg till Norddeich vid Nordsjökusten. Vägen är 132 kilometer lång och vissa delar av vägen praktiserar 2+1-väg-systemet.